# Beethoven (I Love to Listen To)
Beethoven (I Love to Listen to) è un singolo del gruppo musicale britannico Eurythmics, estratto come primo singolo dall'album di inediti Savage del 1987.

## Descrizione
Fu scritto da i membri del gruppo Annie Lennox e David A. Stewart. Anche se non è uscito come singolo negli Stati Uniti, il brano è apparso come un doppio lato-A del singolo 12 pollici per I Need a Man, e fu mandato in onda molte volte su MTV. Fu una hit da Top 20 in molti paesi europei e anche in Australia.
Il gruppo diede un suono più elettronico all'album Savage e i vocalizzi di Beethoven vengono eseguiti per lo più in parlato da Lennox, con l'eccezione della ripetuta frase "I love to" per tutta la canzone.

## Il video
Sono stati prodotti dei video musicali per tutte le dodici tracce dell'album Savage, tutti diretti da Sophie Muller, e la maggior parte di loro hanno un concetto condiviso con molti caratteri interpretati da Lennox, che presentano caratteristiche di disturbi di personalità multipla.
Il video di Beethoven, il primo della serie dei video, inizia con Lennox raffigurante una casalinga borghese repressa, che lavora a maglia nel suo appartamento. Espone caratteristiche del disturbo ossessivo-compulsivo attraverso la sua pulizia abituale e il tagliare le verdure. Il video contiene anche una bambina maliziosa con i capelli biondi, e un uomo truccato che indossa un abito da sera, ma nessuno dei quali sono direttamente notati dalla casalinga anche se sono nel suo salotto con lei. Questi personaggi sono apparentemente componenti di un nuovo personaggio che la casalinga sciatta diventa, infatti lei ha un esaurimento nervoso e si trasforma in una bionda sensuale e maliziosa. In questo nuovo personaggio estroverso, mette in disordine l'appartamento che prima, come una casalinga perbene, ha meticolosamente mantenuto pulito. Il video si conclude con lei fuori a piedi che ride.

## Classifiche
| Classifica (1987) | Posizione massima |
| ----------------- | ----------------- |
| Regno Unito       | 25                |
| Germania          | 28                |
| Svizzera          | 19                |
| Italia            | 10                |
| Belgio            | 25                |
| Francia           | 74                |
| Nuova Zelanda     | 6                 |
| Norvegia          | 6                 |
| Svezia            | 9                 |
| Paesi Bassi       | 41                |
| Irlanda           | 11                |
| Polonia           | 27                |